# (3553) Méra
Pour les articles homonymes, voir Mera.
(3553) Méra est un astéroïde Amor découvert le 14 mai 1985 par l'astronome Carolyn Shoemaker. Le lieu de découverte est l'observatoire Palomar (675). Sa désignation provisoire était 1985 JA.
Sa distance minimale d'intersection de l'orbite terrestre est de 0,294738 ua.
Il est nommé d'après Méra, fille de Proétos, mère de Locros.